# DJ YASA
DJ YASAは、日本の音楽ユニット・KireekのDJ、作曲家である。ソロ活動の際には音楽プロデュース、DJ講師等でも活動する。
所属レーベルはPLANT RECORDS。

## 戦歴
- 2003年 - DMC World DJ Championships | Single 部門 4位
- 2006年 - DMC World DJ Championships | Single 部門 2位
- 2007年～2011年 - DMC World DJ Championships | Team 部門 優勝[1]

## ディスコグラフィー
- 2007年-2009年 MIX CD 「TRIPシリーズ」3枚
- 2010年　BASS MUSIC MIX CD「AGE」
- 2011年　OILWORKSよコンピレーションアルバムDVD「The Visionaries」特典映像参加
- 2011年　OILWORKS TECHNICS Osaka　Liveセット MIXCD「The Technics Technique」
- 2013年　オリジナルトラック作品「Useful For Mind」12inch EP
- 2013年　ina takayuki + DJ YASA + VJ noppos　LiveセットMIX CD「EXCLUSIVE MIX」
- 2014年　1st Full Album 「MIND ADVANCE」
- 2014年　1st Full Album REMIX作品「MIND ADVANCE REMIX」
- 2015年　「MIND ADVANCE」7inch　シングルカット　ANOHI feat.田我流/ OLIVE OIL REMIX
- 2015年　「MIND ADVANCE」7inch　シングルカット　TEEN THUG NEW FLOWER feat.FREEZ / ENDRUN REMIX